# Charlevoix (metrostation)
Charlevoix is een metrostation in het arrondissement Le Sud-Ouest van de Canadese stad Montréal in de provincie Québec. Het station wordt bediend door de groene lijn van de metro van Montréal, en werd geopend op 3 september 1978, toen de metrolijn van Atwater tot Angrignon werd doorgetrokken. In 2019 werd het station door 2.192.433 vertrekkende reizigers gebruikt.
Het station is genoemd naar de Rue Charlevoix, die op haar beurt verwijst naar de Franse Jezuïet, historicus en ontdekkingsreiziger Pierre-François-Xavier de Charlevoix (1682–1761), die in la Nouvelle France (Nieuw-Frankrijk) talrijke ontdekkingsreizen ondernam.
Charlevoix is als tunnelstation ontworpen door de architecten Ayotte en Bergeron. Omwille van de onstabiele schalie-formaties werd beslist de twee sporen niet naast maar boven elkaar uit te voeren, met het stadsinwaartse perron (naar Honoré-Beaugrand) op een diepte van 29,6 meter, en het andere (naar Angrignon) op 24,4 meter — waardoor geacht mag worden dat de meeste reizigers "kortere" afstanden moeten klimmen dan dalen. Het toegangspaviljoen op de hoek van de Rue du Centre en de Rue Charlevoix is deels in de sokkel van een woongebouw geïntegreerd. De lange trappen naar de perrons lopen langs een luchtschacht en worden verlicht door twee glasramen van de hand van Mario Merola (1931) en Pierre Osterrath (1939). Deze laatste heeft ook in de stations Berri-UQAM en Charlevoix gewerkt. 